# (9852) Gora
(9852) Gora est un astéroïde de la ceinture principale.

## Description
(9852) Gora est un astéroïde de la ceinture principale. Il fut découvert le 24 décembre 1990 à Geisei par Tsutomu Seki. Il présente une orbite caractérisée par un demi-grand axe de 2,55 UA, une excentricité de 0,14 et une inclinaison de 5,2° par rapport à l'écliptique.

## Compléments